# Joseph Capus
Pour les articles homonymes, voir Capus.
Joseph Capus est un homme politique français né le 18 août 1867 à Marseille (Bouches-du-Rhône) et mort le 1er mai 1947 à Paris.

## Présentation
Diplômé de l'École d'Agriculture de Grignon, il est directeur de la station de pathologique végétale de Cadillac (Gironde), où il déploie une très importante activité qui offre à la viticulture française et mondiale de nouvelles perspectives de développement. Joseph Capus est non seulement à la base de la greffe dite « greffe Cadillac », mais il crée aussi la première station d'avertissement météorologique. 
En 1918, Joseph Capus obtient le Prix Montaigne, décerné par l'Académie des sciences.
Du 29 mars au 13 juin 1924, il est ministre de l’Agriculture (3e ministère Poincaré puis ministère François-Marsal).
Durant ses mandats parlementaires, tant à la Chambre des Députés qu'au Sénat, Joseph Capus fournit un important travail concernant plus particulièrement les principes de qualités pour le vin et la vigne. 

### Le législateur des AOC
En 1932, au sein de la Fédération des Associations Viticoles de France, est créée une « Section des grands crus » dont le secrétaire général est le baron Pierre Le Roy de Boiseaumarié. Cette initiative est immédiatement soutenue et appuyée par le sénateur Capus, ancien ministre de l'Agriculture. Elle va d'ailleurs dans le même sens que la fondation, en 1929, par Édouard Barthe, député de l'Hérault, de l'Office International de la Vigne et du Vin et, en 1931, du « Comité National de Propagande en faveur du Vin ».
Le 12 mars 1935, le parlementaire dépose sur le bureau du Sénat une proposition de loi qu'il avait élaborée en totale concertation avec le baron Leroy. Les dispositions de la « Loi Capus » sont ensuite intégrées par Édouard Barthe dans le décret-loi du 30 juillet 1935.

### Fondation de l'I.N.A.O
Cette loi permet la fondation d'un « Comité National des Appellations d'origine des vins et des eaux-de-vie » qui devient par décret du 16 juillet 1947 l'Institut National des Appellations d'Origine des vins et des eaux-de-vie. Dès sa création, le statut de cet organisme présente une originalité. Organisme privé, doté d'une personnalité civile, il est chargé d'un service public. Mais sa grande innovation est de constituer légalement une nouvelle catégorie des vins et eaux-de-vie à appellation d'origine dite « contrôlée ». 

### Seconde guerre mondiale et Occupation

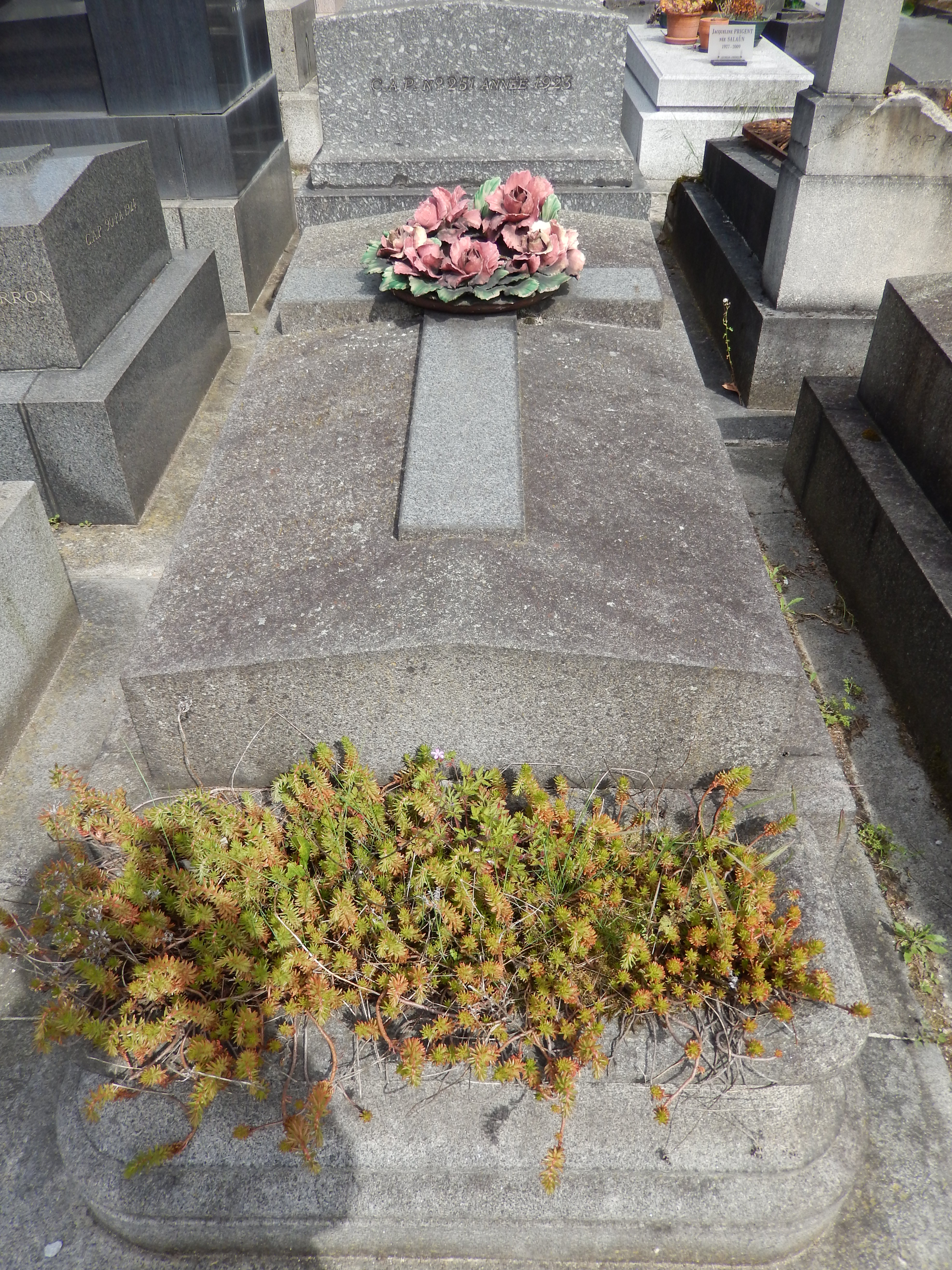
Tombe au cimetière du Père-Lachaise.

Le 10 juillet 1940, Joseph Capus vote les pleins pouvoirs à Pétain. Après la guerre le Jury d'honneur reconnait sa parfaite dignité pendant l'occupation et lui permet de conserver la totalité de ses droits et prérogatives de citoyen et de parlementaire.
Il meurt le 1er mai 1947 et est inhumé le 5 mai au cimetière du Père-Lachaise (93e division).

## Mandats
- Député Gauche républicaine démocratique de la Gironde de 1919 à 1928.
- Sénateur de la Gironde de 1930 à 1940.
- Ministre de l'Agriculture du 29 mars au 14 juin 1924 dans les gouvernements Raymond Poincaré (3) et Frédéric François-Marsal.